# Southlander
Southlander es una película estadounidense de 2001 dirigida por Steve Hanft y escrita por Hanft y Ross Harris. Anteriormente esta película tenía el nombre de Recycler.

Southlander fue lanzada en formato DVD el 7 de octubre de 2003 por Music Video Distributors.
El cantante de indie rock Beck actúa en esta película como él mismo representándose como era él en los noventa –cuando empezó a ser reconocido a nivel mundial- pero ubicado en el futuro. Southlander fue rodada durante 1999 y 2000 y cuenta también con las actuaciones de Rory Cochrane, Ross Harris y los compañeros de gira del álbum de Beck Midnite Vultures: Beth Orton y Hank Williams III.
El DVD incluye comentarios del director Steve Hanft y Harris, escenas cortadas, videos musicales, galería de imágenes, y los ensayos de escena.
- Datos: Q7570889